# Lipsko
Lipsko ist eine Stadt im Powiat Lipski der Woiwodschaft Masowien in Polen. Sie hat etwa 5500 Einwohner und ist Sitz des Powiat und der gleichnamigen Stadt-und-Land-Gemeinde mit 10.881 Einwohnern (Stand 31. Dezember 2020).

## Gliederung
Zur Stadt-und-Land-Gemeinde (gmina miejsko-wiejska) Lipsko mit einer Fläche von 135,2 km² gehören die Stadt selbst und 38 Dörfer mit 36 Schulzenämtern (sołectwa).